# Amblydoras bolivarensis
Amblydoras bolivarensis es una especie de pez de la familia Doradidae en el orden de los Siluriformes.

## Morfología
• Los machos pueden llegar alcanzar los 10,2 cm de longitud total.

## Hábitat
Es un pez de agua dulce  y de clima tropical.

## Distribución geográfica
Se encuentran en Sudamérica: cuenca del río Orinoco.